# Prunay-sur-Essonne
Prunay-sur-Essonne is een gemeente in het Franse departement Essonne (regio Île-de-France) en telt 286 inwoners (1999). De plaats maakt deel uit van het arrondissement Évry.

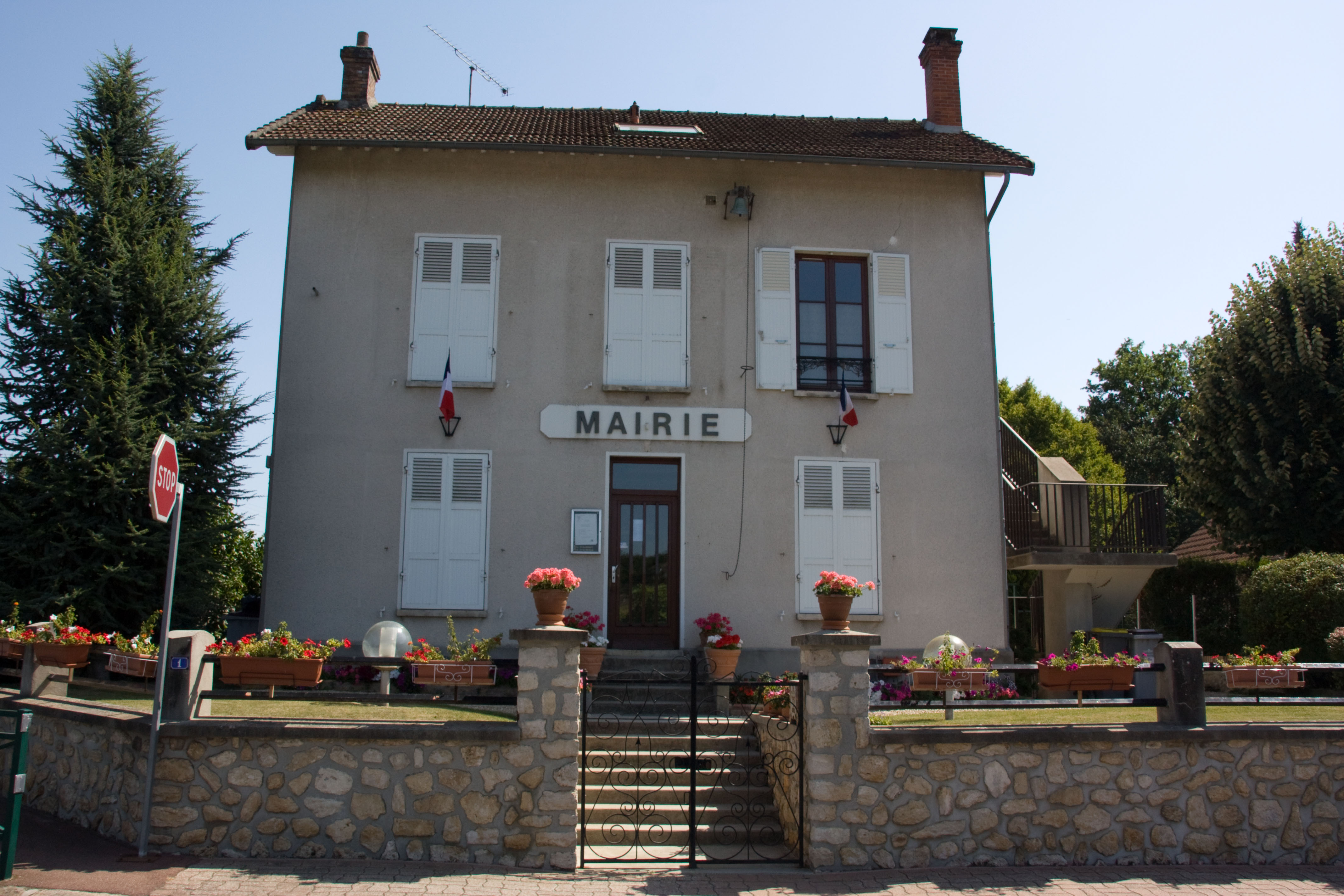
Gemeentehuis
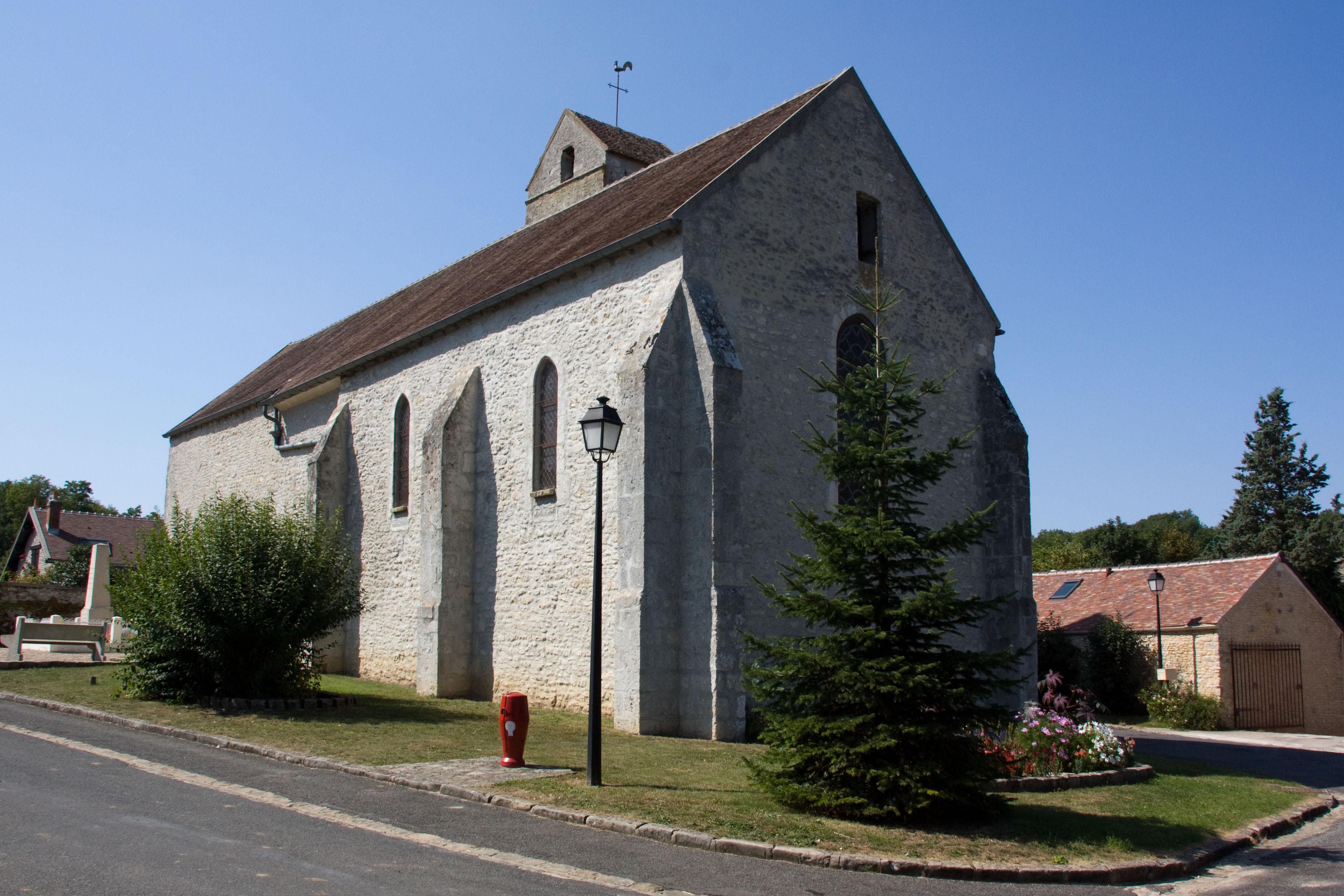
Kerk in Prunay-sur-Essonne

## Geografie
De oppervlakte van Prunay-sur-Essonne bedraagt 5,2 km², de bevolkingsdichtheid is 55,0 inwoners per km².
De onderstaande kaart toont de ligging van Prunay-sur-Essonne met de belangrijkste infrastructuur en aangrenzende gemeenten.

## Demografie
Onderstaande figuur toont het verloop van het inwonertal (bron: INSEE-tellingen).

1. ↑  Populations de référence 2022.